# 罗尔夫·内万林纳

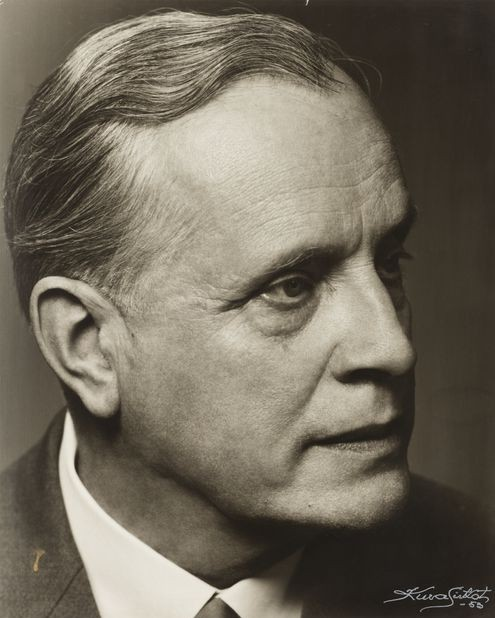
1958年时的内万林纳

罗尔夫·赫尔曼·内万林纳（芬蘭語：Rolf Herman Nevanlinna，出生时姓氏为：Neovius，1895年10月22日—1980年5月28日）是一名芬兰数学家，专精于复变函数论，以单复变量亚纯函数值分布论的相关研究闻名。计算机与信息学研究领域的内万林纳奖以他命名。单复变函数领域的权威拉尔斯·阿尔福斯也是他的学生。

## 生平

### 教育经历
内万林纳7岁开始读书。因为父母已教会他一些读写，所以他直接从二年级开始读，但仍然觉得功课没有意思，所以后来一直在家学习，直到1903年随家人搬到赫尔辛基后才读入该地的文法学校。他父亲在赫尔辛基找了一份高级中学的教职。内万林纳在学校里学习法语和德语（他此前已能说芬兰语和瑞典语）。他同时也在乐器学校报了班，并且受母亲的鼓励而爱上了音乐。
进入赫尔辛基高级中学（Helsinki High School）后，内万林纳对古典学和数学很感兴趣。此期间有很多老师都教过他，不过其中效果最好的还是他父亲。他父亲亲自教他物理学和数学。1913年，他以优秀的成绩从中学毕业，虽然他不是学校当年的状元。1913年，当他读到数学家恩斯特·列奥纳德·林德勒夫所写的《高等分析导论》（Introduction to Higher Analysis）时，其眼界就已开始超出学校的教授范围。从那时起，内万林纳迷上了数学分析。（林德勒夫是内万林纳父亲的表兄弟。）
1913年，内万林纳入读赫尔辛基大学数学系。1917年，他获得数学本科学位。林德勒夫就在这里教书，并继续影响着内万林纳。大学就读期间，第一次世界大战波及了芬兰，内万林纳曾报名加入了第27猎兵团（27th Jäger Battalion）。后在父母劝说下，他回到学校继续念书。在芬兰内战中，他又加入了白卫队，但没有什么大动作。1919年，内万林纳向导师林德勒夫提交了论文《有限函数在给定点上的预测值》（Über beschränkte Funktionen die in gegebenen Punkten vorgeschriebene Werte annehmen），并凭此在1919年6月2日获得博士学位。

### 补充来源
- Lehto, Olli.  [活在高处：罗尔夫·内万林纳的人生]. 由Manfred Stern翻译. Birkhäuser. 2008. ISBN 978-3-7643-7701-4 （德语）.